# Gaetano Manno
Gaetano Manno (Hagen, 26 luglio 1982) è un ex calciatore tedesco con passaporto italiano, di ruolo attaccante.

## Carriera
Nella stagione 2004-2005 gioca 2 partite in Bundesliga con la maglia del Bochum.
Fra il 2007 ed il 2011 gioca 62 partite in seconda divisione (2. Bundesliga) col Paderborn 07. Nella stagione seguente milita nelle file del Rot-Weiss Erfurt in terza divisione (3. Liga).
Per la stagione 2012/2013 è stato acquistato dal Osnabrück, sempre in terza divisione.